# Жендов, Александр
Александр Стефанов Жендов (болг. Александър Стефанов Жендов; 26 августа 1901, София — 29 октября 1953, София) — болгарский художник и писатель. Работал в области политической карикатуры, плаката, прикладной графики, писал юмористические рассказы, сатирические фельетоны, публицистические статьи. Считается одним из создателей болгарского мультфильма. Состоял в коммунистической партии, активно выступал против царского режима и правых сил. В НРБ добивался свободы художественного творчества, конфликтовал с партийным руководством.

## Учёба и живопись
Учился в Национальной художественной академии у профессора Николы Маринова. Продолжил обучение в Германии, занимался графикой и декоративно-прикладным искусством. Затем переехал в СССР, в 1930 окончил ВХУТЕИН. Преподавателями Жендова были Владимир Фаворский и Дмитрий Штеренберг.
Ещё в школьные годы Александр Жендов примкнул к коммунистическим организациям. Его рисунки и карикатуры отличались остросоциальной и политической направленностью. Первая работа была опубликована в 1917 в журнале Смях и сълзи. Впоследствии публиковался в лево- и коммунистически ориентированных изданиях Българан и Червен смях, редактировал Поглед и Жупел. В 1930-х был одним из учредителей Союза трудовых и боевых писателей, Товарищества новых художников, Общества друзей СССР.

## Политическая сатира

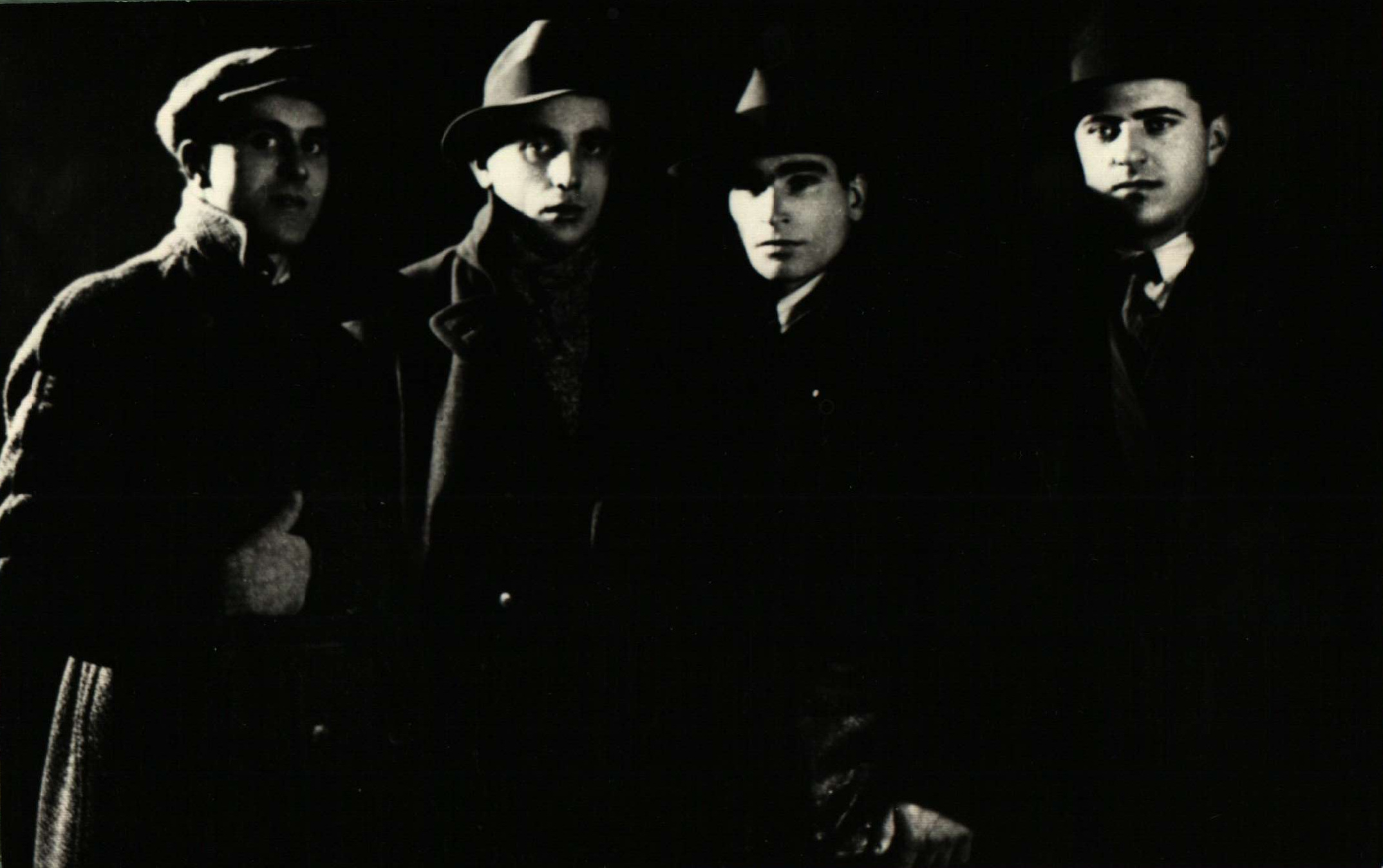
Слева направо: Александр Жендов, Христо Радевский, Георгий Караславов и Никола Ланков. София, 1923 год.

В своих рассказах и фельетонах Жендов пропагандировал коммунистическую борьбу, остро критиковал царский режим, его карательные органы, правые силы Болгарии, конкретных правых деятелей. Особенно часто мишенью его критики становились Андрей Ляпчев и Александр Цанков. Кроме того, Жендов вел саркастичную полемику с правым журналистом Данаилом Крапчевым, регулярно упоминая его в сатирических текстах. Основными темами фельетонов Жендова были репрессии властей, нищета и бесправие трудящихся, роскошество и безнравственность элиты, алчность и ханжество духовенства.
При этом Александр Жендов не уходил от вопросов, неудобных для коммунистической партии и идеологии. В рассказе «Кто голосует за коммунистов» он с авторским недоумением описывает ситуацию, когда «золотая молодёжь» поддерживает представителей БКП, тогда как «безработный слесарь Иван» колеблется в выборе между Ляпчевым и Цанковым.
За свои коммунистические выступления Александр Жендов находился под наблюдением полиции.

## Конфликт с режимом
Отношения Александра Жендова с правящими коммунистическими режимами складывались драматично. В СССР он женился на студентке-латышке Цецилии Густав. В 1938 супруга Жендова была арестована НКВД и расстреляна по политическому обвинению.
В 1944 Жендов поддержал установление власти БКП. Он активно включился в пропагандистский аппарат нового режима. Наряду с агитационными материалами, создал ряд иллюстраций и мультфильмов на стихи Христо Смирненского.
Александр Жендов не принимал сталинистской политики Вылко Червенкова, особенно политического диктата в искусстве. В 1950 Жендов написал Червенкову письмо с протестом против администрирования культуры, подавления критики, преследований интеллигенции. Результатом стало исключение из БКП, отказ в публикациях и кампания травли, в которой активно участвовали Тодор Живков и Богомил Райнов.

За Богомилом Райновым много грехов, но самый тяжкий — участие в атаке на Александра Жендова… Время было такое, и его статьи против Жендова писались по поручению, он просто исполнял партийный долг. Но почему никто ни разу не цитировал дословно хотя бы один отрывок из тех статей? Потому что сразу видно, какая личная злоба сочится в них.

Над Жендовым нависла угроза ареста. В 1953 он скончался.
В 1956, после отстранения Червенкова, Жендов был политически реабилитирован. Характерно, что травля Жендова была одним из обвинений, которые Червенкову предъявлял Живков.

Он был замечательной личностью… Наши набросились на него, потому что он всегда говорил только правду и не прощал никому — ни Тодору Живкову, ни Вылко Червенкову. Главное для него всегда было достоинство… Именно он учил нас быть полноценными гражданами.

Александр Поплилов, профессор Национальной художественной академии

Книга рассказов и фельетонов Александра Жендова была опубликована в СССР на русском языке.